# Ludus Tonalis
Ludus tonalis («Игра тонов», букв. «тональная игра»), имеющая подзаголовок «тональные, контрапунктические и пианистические упражнения» (нем. Kontrapunktische, tonale, und klaviertechnische Übungen) — фортепианный цикл Пауля Хиндемита. Написан в 1942. Поводом для его создания стало приближение 200-летия со дня, когда И. С. Бах в 1744 году завершил второй том своего Хорошо темперированного клавира. Ноты «Ludus tonalis» были изданы в 1944 году, в СССР — в 1965 году. Первое исполнение — 15 февраля 1943 года (Чикаго, Уиллард Макгрегор), немецкая премьера состоялась в октябре 1945 года. Примерная продолжительность звучания 60 минут.

## Строение
Цикл открывается трёхчастной прелюдией in C подобно токкате И. С. Баха и заканчивается постлюдией, представляющей собой ракоходную инверсию прелюдии. Между ними расположены 12 фуг, перемежающихся интерлюдиями. Тональности следуют в порядке убывающего акустического родства тональностей главной в цикле тональности, до, составляя следующую последовательность: C—G—F—A—E
—
Es—As—D—B—Des—H—Fis
Все фуги цикла — трёхголосные, что определяет их фактурную целостность. Каждый из 12-ти звуков представлен одной фугой без различия ладового наклонения, поскольку, согласно теоретическим разработкам Хиндемита, мажор и минор — взаимопроникающие элементы тональной целостности, которая определяется только господством основного тона. Учитывая это при обозначении тональности каждой из двенадцати фуг «Ludus tonalis», Хиндемит указывает лишь на их основной тон — in С, in D и т.п., вполне логично отказываясь от знаков при ключе.
Интерлюдии, как правило, выполняют связующую драматургическую функцию, ведя по тональности предыдущей фуги в тональность следующей. Связующий характер большинства интерлюдий, которые могут, с одной стороны, рассеивать тематический материал предыдущей фуги, а с другой — тематически и эмоционально опережать следующую, не предусматривает изолированного исполнения фуги вне связи с другими (хотя в концертной практике это иногда допускается).
Обеспечивая целостность и внутреннюю связанность цикла, Хиндемит не только позаботился о контрастах темпа и характера всех двенадцати фуг и одиннадцати промежуточных пьес -- интерлюдий, но и как бы скрепил их общую конструкцию вступительной прелюдией и заключительной постлюдией, которая представляет собой точное изложение прелюдии в ракоходном движении (от конца к началу) и в обращении (зеркально перевернутое по вертикали относительно тона C первой октавы). Несмотря на кажущуюся умозрительность, образуется чрезвычайно интересная, художественно убедительная и прочная композиционная арка.

## Параллели с творчеством Баха
Ориентация на полифонические традиции эпохи барокко обусловила целый ряд общих черт этого цикла с творческими произведениями И. С. Баха. Во-первых, циклы состоят из фуг, которые чередуются с пьесами преимущественно импровизационного плана (с прелюдиями — у Баха, с интерлюдиями — у Хиндемита). Во-вторых, фуги в циклах размещены в порядке, определяемом известными и актуальными для своего времени теоретическими принципами, которые вытекали из композиторской практики, — системой хроматической равномерной темперации (у Баха фуги идут в хроматическом порядке) и системой акустической родства звуков (у Хиндемита фуги идут в порядке уменьшения акустического родства тональностей к главной). В-третьих, циклы построены на сопоставлении контрастных образов, настроений и жанровых сцен, которые являются следствием широких художественных обобщений (эпохи музыкального Барокко — у Баха и поствагнеровкого направления в развитии западноевропейской музыки — у Хиндемита).
Кроме перечисленных явных черт, между «Ludus tonalis» и «Хорошо темперированным клавиром» существует более опосредованная связь полифонического цикла Хиндемита с творчеством Баха в целом, с национальными источниками и традициями прошлого и настоящего не только немецкой, но и всей западноевропейской музыкальной культуры.
Как вершина контрапунктического мастерства Хиндемита, «Ludus tonalis» приближается также к баховскому «Музыкальному приношению» и особенно — к «Искусству фуги», которые демонстрируют сложную полифоническую технику, не представленную в его «Хорошо темперированном клавире». Прежде всего это касается техники зеркальных, в частности ракоходных, обращений. В фугах «Ludus tonalis» Хиндемит использует технику органума и другие старинные техники, свидетельствующие о стремлении композитора интегрировать в свою музыку традиции средневековой и ренессансной полифонии.